# Mirassolândia
Mirassolândia é um município brasileiro do estado de São Paulo. Tem uma população de 4.669 habitantes (IBGE/2022) O município é formado pela sede e pelo povoado de Nova Macaúbas.

## História

### Formação territorial-administrativa
Histórico da formação do município:
- Distrito criado no município de Mirassol pelo Decreto nº 7.198, de 10/06/1935.
- Município criado pela Lei nº 5.285, de 18/02/1959.

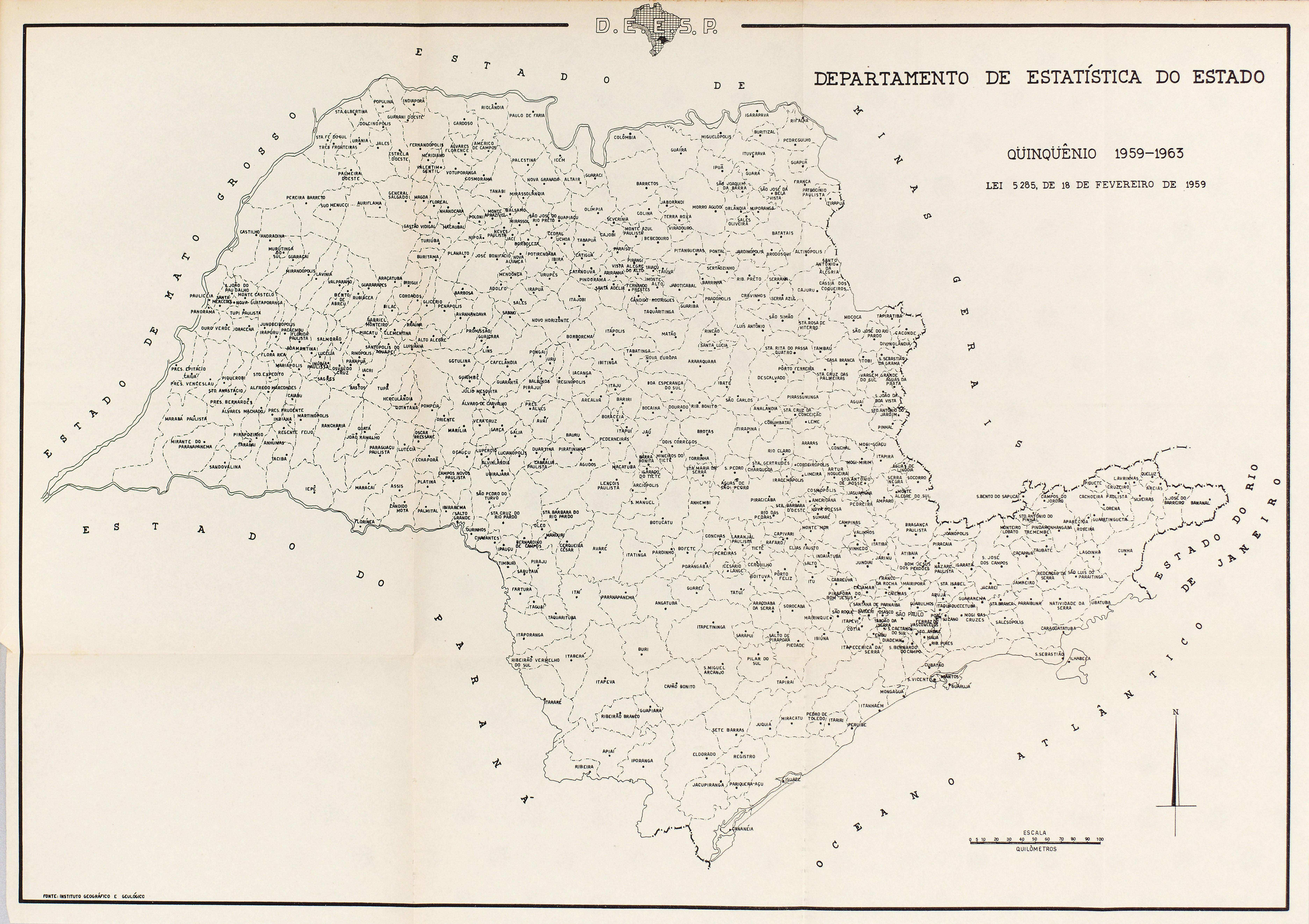
Estado de São Paulo (1959).

## Demografia

### População
| Crescimento populacional                             | Crescimento populacional | Crescimento populacional | Crescimento populacional |
| Ano                                                  | População Total          |                          | %±                       |
| ---------------------------------------------------- | ------------------------ | ------------------------ | ------------------------ |
| 1960                                                 | 3 726                    |                          | —                        |
| 1970                                                 | 2 953                    |                          | −20,7%                   |
| 1980                                                 | 2 701                    |                          | −8,5%                    |
| 1991                                                 | 3 020                    |                          | 11,8%                    |
| 2000                                                 | 3 741                    |                          | 23,9%                    |
| 2010                                                 | 4 295                    |                          | 14,8%                    |
| 2022                                                 | 4 669                    |                          | 8,7%                     |
| Est. 2024                                            | 4 771                    | [ 11 ]                   | 2,2%                     |
| Fontes: Censos Demográficos IBGE e Estimativas SEADE |                          |                          |                          |

### Dados demográficos
Dados do Censo - 2010
População Total: 4.295
- Urbana: 3.492
- Rural: 803
- Homens: 2.193[15]
- Mulheres: 2.102

Densidade demográfica (hab./km²): 25,85
Taxa de Alfabetização: 91,1%
Dados do Censo - 2000
Mortalidade infantil até 1 ano (por mil): 11,83
Expectativa de vida (anos): 73,53
Taxa de fecundidade (filhos por mulher): 2,06
Índice de Desenvolvimento Humano (IDH-M): 0,764
- IDH-M Renda: 0,655
- IDH-M Longevidade: 0,809
- IDH-M Educação: 0,827

(Fonte: IPEADATA)

## Geografia
Localiza-se a uma latitude 20º37'00" sul e a uma longitude 49º27'50" oeste, estando a uma altitude de 524 metros. Possui uma área de 166,2 km². A cidade faz parte da região metropolitana de São José do Rio Preto

## Infraestrutura

### Comunicações
O sistema de telefones automáticos foi inaugurado na cidade em 1985 pela Telecomunicações de São Paulo (TELESP), que também implantou o sistema de discagem direta à distância (DDD) em 1988 com o código de área (0172). Anteriormente a cidade era atendida pela Companhia de Telecomunicações do Estado de São Paulo (COTESP).
Na década de 90 o código DDD da cidade foi alterado para (017), para padronização do sistema telefônico com a telefonia celular que estava sendo implantada em todo o estado.

## Religião
O Cristianismo se faz presente na cidade da seguinte forma:

### Igreja Católica
- A igreja faz parte da Diocese de São José do Rio Preto.[22]

### Igrejas Evangélicas
- Assembleia de Deus Ministério do Belém.[23][24]
- Congregação Cristã no Brasil.[25]